# 폴 히긴스
폴 히긴스(Paul Higgins)는 스코틀랜드의 배우이다.

## 출연 작품
- 빅토리아 & 압둘 - 리드 박사 역
- 어포슬
- 더 파티스 저스트 비기닝